# Trattato di Gran Varadino
Il trattato di Gran Varadino (detto anche trattato di Nagyvárad o trattato di Oradea) fu un trattato di pace stipulato fra Ferdinando I d'Asburgo e Giovanni Zápolya, firmato nella città di Gran Varadino (l'odierna Oradea) il 24 febbraio 1540.

## Storia
Questo trattato, siglato grazie all'azione mediatrice dell'arcivescovo di Oradea Giorgio Martinuzzi, mise di fatto fine alla disputa fra Ferdinando I e Giovanni Zápolya per l'attribuzione del Regno d'Ungheria, rimasto vacante a seguito della morte di Luigi II nel 1526 nella battaglia di Mohács.
L'accordo prevedeva che:
- Giovanni Zápolya, che godeva dell'appoggio di Solimano il Magnifico, veniva riconosciuto come Re d'Ungheria, e gli veniva assegnata fino alla sua morte la parte orientale del Regno d'Ungheria;
- I successori maschi di Giovanni Zápolya avrebbero ereditato la Transilvania;
- Ferdinando I teneva la parte occidentale del Regno d'Ungheria (circa un terzo del territorio) e veniva riconosciuto come erede dell'intero regno d'Ungheria (esclusa la Transilvania) alla morte di Giovanni Zápolya.

Alla data della firma del trattato Zápolya non aveva figli che potessero reclamare il trono d'Ungheria, tuttavia l'anno successivo (1539) egli sposò Isabella Jagiełło, che l'8 luglio 1540 metterà alla luce Giovanni Sigismondo Zápolya. Giovanni Zápolya morirà due settimane più tardi non senza prima aver designato erede al trono il figlio, di fatto rompendo il patto siglato. Questa nascita e gli eventi che ne seguirono saranno determinanti per la storia dell'Ungheria degli anni successivi.